# Чайхорский, Аббас Аббас-Али оглы
Аббас Аббас-Али оглы Чайхорский (азерб. Abbas Çayxorski; 21 января 1917, Чахырлы — 30 ноября 2008, Рино, Невада) — азербайджанский советский учёный-ядерщик, почётный доктор НАНА.

## Биография
Аббас Чайхорский родился 21 января 1917 года в селе Чахырлы Новобаязетского (Басаркечер) уезда Эриванской губернии. После окончания средней школы и землеустроительного техникума в Баку в 1939 году поступил на химический факультет Азербайджанского государственного университета. В 1941 году с третьего курса А. Чайхорский был призван в ряды РККА и отправлен на фронт. Вскоре А. Чайхорского направили учиться в Бакинское зенитно-артиллерийское училище. После обучения его снова отправили на фронт. Он был награждён орденами Славы 3-й степени, Отечественной войны (I степени), Красной Звезды и др. В 1945 году после тяжёлого ранения, приведшего к инвалидности, он продолжил образование на химическом факультете АГУ. Вскоре его как отличника учёбы, постановлением Совнаркома СССР, перевели на четвёртый курс химического факультета Ленинградского университета, на только что открывшееся радиохимическое отделение.

## Научная деятельность
В 1947 году А. Чайхорский был направлен в Челябинский атомный центр в качестве младшего научного сотрудника. Через год руководитель атомного проекта, академик И. В. Курчатов, перевёл его на должность старшего научного сотрудника.
С 1969 года ему был доверен пост научного руководителя Госкомитета СССР по использованию атомной энергии в мирных целях. На этой должности А. Чайхорский проработал 12 лет. В 1969 году он приступил к работе над новой периодической системой элементов. Через два года таблица Чайхорского постановлением Министерства образования СССР в качестве дополнения к менделеевской была включена в курс факультетов повышения квалификации преподавателей вузов страны. В начале 1990-х эмигрировал в США.

## Труды
- Чайхорский А. А. Химия нептуния. — М., Атомиздат, 1978
- Чайхорский А. А. К вопросу теории актинидов. — Радиохимия, 1971, 13, № 1, 3—9.

## О происхождении фамилии
В интервью газете «Азербайджанские известия» Чайхорский на вопрос о происхождении фамилии ответил: «В царские времена многим азербайджанцам записывали фамилии по месту рождения. Вы ведь знаете, есть Шихлинские, Шекинские, Кенгерлинские — производные от местностей Шихлы, Шеки, Кенгерли. Нам не очень повезло — мы родом, как я уже говорил, из села Чахырлы. Отец посчитал, что носить „винную“ фамилию мусульманину негоже (чахыр по-азербайджански означает вино). И придумал „чайхор“ — от слова чай. Так и появились Чайхорские».